# (612166) 2000 ON67
(612166) 2000 ON67 est un objet transneptunien de magnitude absolue 6,8. Son diamètre est estimé à 130 km.